# 바블리

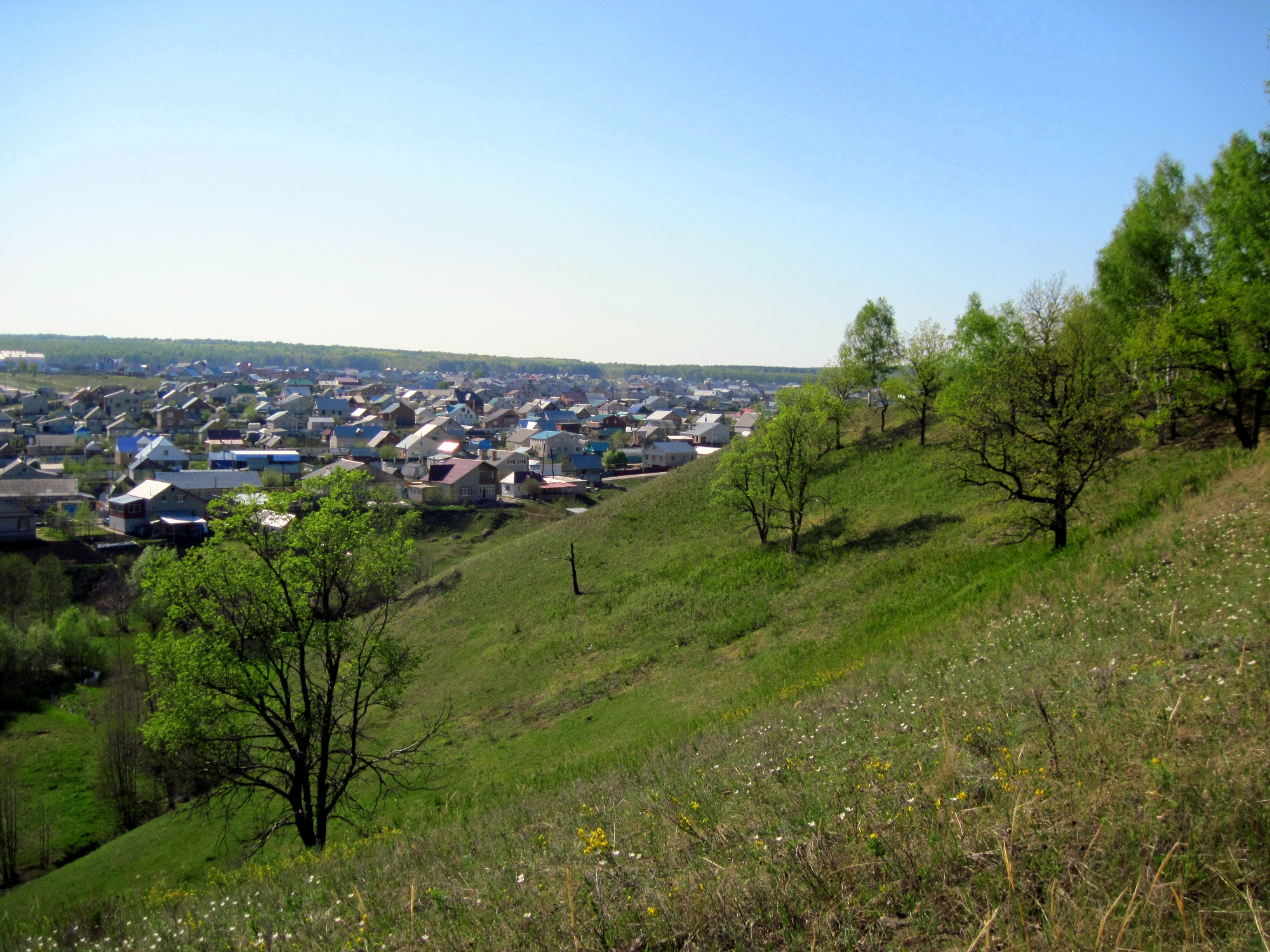

바블리(러시아어: Бавлы́)는 타타르 공화국 바블린스키 군의 중심지이다.
바블리 강(이크 강의 지류)이 통과해서 흐르고, 카잔에서 남동쪽으로 369 km지점에 위치해 있다.
인구는 2만 3,100명(2002년)이다.